# Ludwig Cromme
Ludwig J. Cromme (* 8. März 1951) ist ein deutscher Mathematiker und Hochschullehrer. Er war 1993 bis 2016 Professor für Mathematik, insbesondere Numerische und Angewandte Mathematik an der BTU Cottbus bzw. BTU Cottbus-Senftenberg.

## Leben
Crommes Vater war Lehrer für Latein und Griechisch. Sein acht Jahre älterer Bruder Gerhard Cromme wurde bekannt als Manager bei Krupp bzw. ThyssenKrupp und später als langjähriger Aufsichtsratsvorsitzender von Siemens. 
Ludwig Cromme studierte Mathematik, Physik und mathematische Logik am San Bernardino Valley College und der Westfälischen Wilhelms-Universität Münster. 1974 bis 1977 war er wissenschaftlicher Mitarbeiter im Sonderforschungsbereich 72 (SFB 72, Approximation und Optimierung) der Universität Bonn, an der er 1975 bei Robert Schaback promoviert wurde (Dissertation: Tangentialkegel-Verfahren zur Ermittlung bester nichtlinearer Approximationen). 1979 habilitierte er sich in Göttingen (Habilitationsschrift: Approximation auf Mannigfaltigkeiten mit Spitzen), und 1980/81 war er Gastwissenschaftler an der University of California, Berkeley. Nach Lehrstuhlvertretungen in Münster und Saarbrücken wurde er 1983 Professor für Numerische Mathematik an der Georg-August-Universität Göttingen. 1991 war er Gründungsdekan der Fakultät I für Mathematik, Naturwissenschaft und Informatik an der BTU Cottbus.
Er befasste sich mit Numerischer Mathematik, Optimierung, Fixpunktsätzen, Approximation, Fuzzy-Logik, Neuronalen Netzen und Bilderkennung.
Cromme war Mitglied der Alternative für Deutschland. Er fungierte als Landesbeauftragter der „Wahlalternative 2013“ 2012/2013 beziehungsweise der AfD in Brandenburg und gehörte zeitweilig auch dem AfD-Bundesvorstand an. 2014 klagte er vor dem Landgericht Potsdam auf die Feststellung, dass der brandenburgische Landesverband der AfD nicht ordnungsgemäß gegründet worden sei.